# Break My Heart
«Break My Heart» es una canción interpretada por la cantante albanobritánica Dua Lipa. Se lanzó el 25 de marzo de 2020 a través de Warner Records como el tercer sencillo de su segundo álbum de estudio Future Nostalgia (2020). La canción fue escrita por Lipa, Alexandra Tamposi y sus productores The Monsters and the Strangerz. El tema hace una interpolación a la melodía «Need You Tonight» (1987) de INXS.

## Antecedentes y lanzamiento

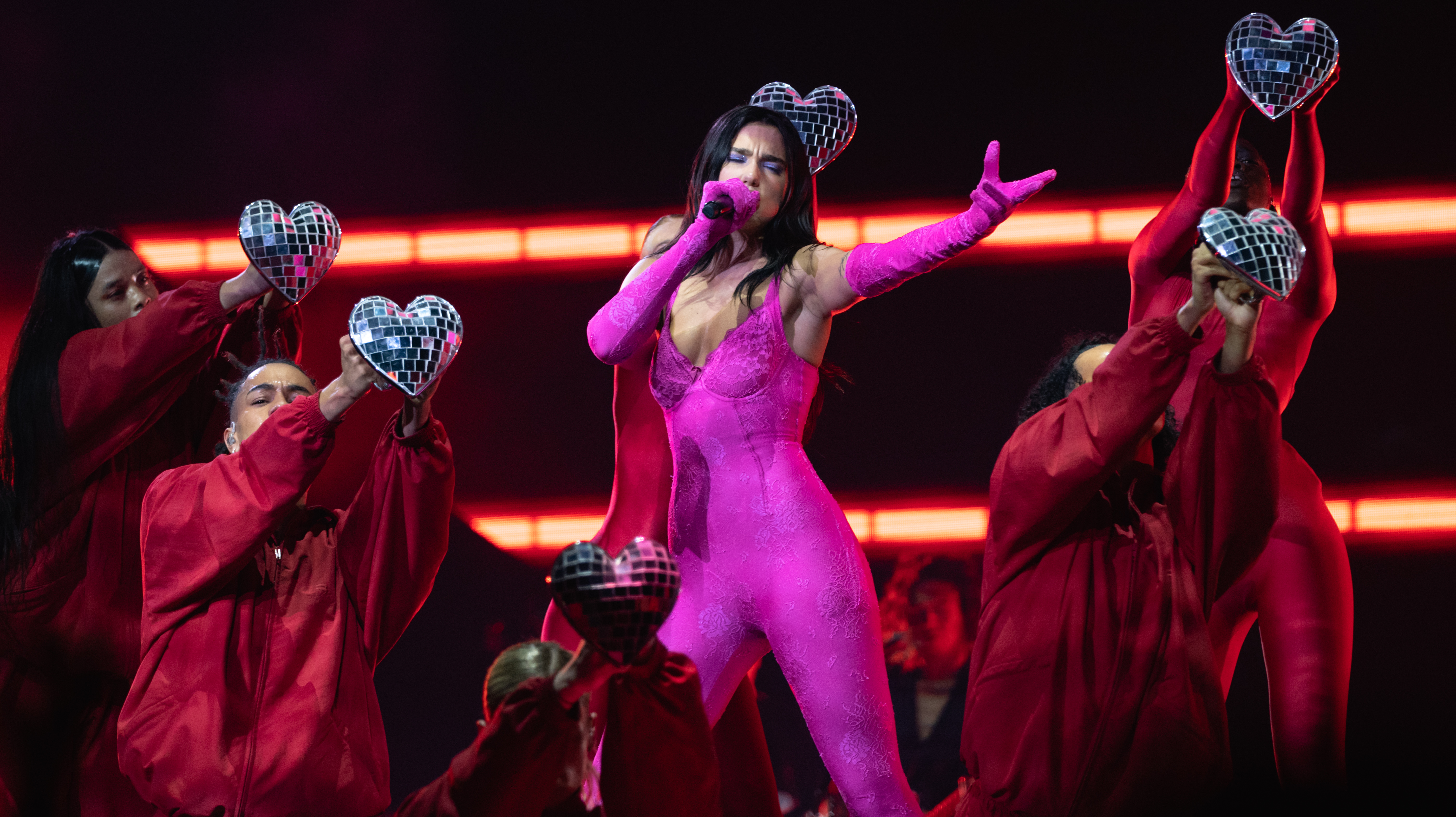
Dua Lipa interpretando "Break My Heart" en el Future Nostalgia Tour en 2022.

El tema se filtró en enero de 2020 junto con «Physical» y «If It Ain't Me», una colaboración con Normani. Tras el lanzamiento de su sencillo anterior «Physical», la cantante anunció el 1 de marzo de 2019 durante el noticiero australiano Sunrise que «Break My Heart» sería el próximo sencillo de su álbum Future Nostalgia, para el cual ya había filmado su vídeo musical, sin embargo, no confirmó una fecha de lanzamiento. «Estoy emocionada por una canción llamada «Break My Heart». Estoy realmente emocionada por eso. Esa será la próxima canción que todos escucharán. Acabo de grabar el vídeo para ello», comentó Lipa.
Lipa anunció el lanzamiento y la portada el 20 de marzo de 2020. El 23 de marzo de 2020, luego de una filtración de alta calidad del álbum Future Nostalgia, anunció que el sencillo se lanzaría el 25 de marzo de 2020.

## Composición
«Break My Heart» aborda las opciones de relación de Lipa y de ser incapaz de resistir la tentación de buscar el amor. La canción ha sido musicalmente descrita como dance-pop y disco-pop, con tres minutos y cuarenta y un segundos en un estilo retro-futurista.
En términos de notación musical, «Break My Heart» se compuso usando 4/4 tiempos comunes en la clave de mi menor, con un tempo de 115 latidos por minuto. El rango vocal de Lipa abarca desde la nota baja E3 hasta la nota alta de B4, dando a la canción cuatro notas de rango.
El tema hace un sample a la melodía «Need You Tonight» (1987) de INXS, por lo que Michael Hutchence y Andrew Farriss también son acreditados como compositores. El tema fue compuesto por la propia cantante junto a Alexandra Tamposi, Andrew Wotman, Stefan Johnson, Jordan Johnson, y con créditos para Michael Hutchence y Andrew Farriss.

## Vídeo musical
El video musical se estrenó el 26 de marzo de 2020 y fue dirigido por Henry Scholfield. El video fue filmado en Sofía, Bulgaria, en enero de 2020 en el transcurso de cinco días. Presenta un conjunto de «clips de diapositivas inspirados en los años 90».

### Sinopsis
El video comienza con Lipa saltando en automóviles y caminando por una cuadra de la ciudad. Luego se la ve en el departamento de un hombre donde lucha por mantener el equilibrio. Esta es una metáfora de la incertidumbre acerca de si sus sentimientos son recíprocos. Lipa se encuentra en un restaurante donde observa a varias parejas pasando por problemas. Ella comienza a bailar en el piso de una discoteca en el medio del restaurante antes de que una pared explote y sea succionada. Ella aterriza en un asiento de un avión donde se levanta y camina hacia atrás antes de que se rompa. La alfombra utilizada en el avión es la de The Shining (1980), luego comienza a bailar en el extremo del avión antes de que una balsa salvadora explote sobre ella y se despierte en una cama con una pareja. Ella corre asustada al baño recogiendo sus zapatos y las camas con otros hombres comienzan a recorrer en bicicleta en el fondo. Luego cae en la bañera que se convierte en un espumoso martini rosado que una de las bailarinas de respaldo de Lipa sostiene mientras baila en el sofá de un bar. El video concluye mirando todas las escenas anteriores y deshaciendo algunas de las transiciones antes de que Lipa explote una burbuja sentada en un automóvil desde la primera escena.

## Posicionamiento en listas
| Listas (2020)                             | Mejor posición |
| ----------------------------------------- | -------------- |
| Alemania (Media Control Charts)           | 26             |
| Argentina (Argentina Hot 100)             | 41             |
| Australia (ARIA)                          | 7              |
| Austria (Ö3 Austria Top 40)               | 20             |
| Bélgica (Ultratop 50) Flanders            | 47             |
| Bélgica (Ultratop) Wallonia               | 3              |
| Brasil (Top 100 Brasil)                   | 67             |
| Canadá (Canadian Hot 100)                 | 22             |
| Canadá CHR/Top 40 (Billboard)             | 14             |
| Canadá Hot AC (Billboard)                 | 27             |
| CIS (Tophit)                              | 51             |
| Colombia (National-Report)                | 85             |
| Corea del Sur (Gaon)                      | 165            |
| Croacia (HRT)                             | 3              |
| Dinamarca (Tracklisten)                   | 22             |
| Escocia (Official Charts Company)         | 15             |
| Eslovaquia (Singles Digitál Top 100)      | 7              |
| España (PROMUSICAE)                       | 22             |
| Estados Unidos (Billboard Hot 100)        | 13             |
| Estados Unidos (Adult Top 40)             | 28             |
| Estados Unidos (Dance/Mix Show Airplay)   | 18             |
| Estados Unidos (Mainstream Top 40)        | 12             |
| Estados Unidos (Rolling Stone Top 100)    | 11             |
| Estonia (Eesti Ekspress)                  | 6              |
| Europa Digital Songs (Billboard)          | 10             |
| Finlandia (Suomen virallinen lista)       | 15             |
| Francia (SNEP)                            | 70             |
| Grecia (International Digital Singles)    | 7              |
| Hungría (Single Top 40)                   | 27             |
| Hungría (Stream Top 40)                   | 6              |
| Irlanda (IRMA)                            | 3              |
| Israel (Media Forest)                     | 1              |
| Italia (FIMI)                             | 21             |
| Japón (Hot Overseas)                      | 13             |
| Letonia (Latvijas Top 40)                 | 7              |
| Lituania (AGATA)                          | 2              |
| Malasia (RIM)                             | 18             |
| México Airplay (Billboard)                | 1              |
| Noruega (VG-lista)                        | 20             |
| Nueva Zelanda (RMNZ)                      | 12             |
| Países Bajos (Dutch Top 40)               | 8              |
| Países Bajos (Single Top 100)             | 16             |
| Paraguay (Monitor Latino)                 | 16             |
| Portugal (AFP)                            | 19             |
| Reino Unido (Official Charts Company)     | 6              |
| República Checa (Singles Digitál Top 100) | 7              |
| Rusia Airplay (Tophit)                    | 50             |
| Singapur (RIAS)                           | 9              |
| Suecia (Sverigetopplistan)                | 21             |
| Suiza (Schweizer Hitparade)               | 18             |

## Certificaciones
| País (organismo certificador) | Certificación | Unidades certificadas |
| ----------------------------- | ------------- | --------------------- |
| Bélgica (BEA)                 | Platino       | 40 000                |
| Brasil (Pro-Música Brasil)    | Diamante      | 160 000               |
| Canadá (Music Canada)         | Platino       | 80 000                |
| Dinamarca (IFPI)              | Oro           | 45 000                |
| España (PROMUSICAE)           | Oro           | 20 000                |
| Estados Unidos (RIAA)         | Platino       | 1 000 000             |
| Francia (SNEP)                | Oro           | 100 000               |
| Italia (FIMI)                 | Platino       | 70 000                |
| Noruega (IFPI)                | Platino       | 60 000                |
| Nueva Zelanda (RIANZ)         | Oro           | 15 000                |
| Polonia (ZPAV)                | 2x Platino    | 40 000                |
| Portugal (AFP)                | Platino       | 10 000                |
| Reino Unido (BPI)             | Platino       | 600 000               |

## Premios y nominaciones
| Año  | Premiación                     | Categoría                          | Resultado | Ref.   |
| ---- | ------------------------------ | ---------------------------------- | --------- | ------ |
| 2020 | MTV Millennial Awards (Brasil) | Éxito Global                       | Nominado  | [ 88 ] |
| 2020 | MTV Video Music Awards         | Canción del Verano                 | Nominado  | [ 89 ] |
| 2020 | MTV Video Music Awards Japan   | Mejor Vídeo Femenino Internacional | Ganador   | [ 90 ] |
| 2020 | People's Choice Awards         | La Canción del 2020                | Nominado  | [ 91 ] |
| 2021 | BMI Pop Awards                 | Reconocimiento especial            | Ganador   | [ 92 ] |

## Historial de lanzamiento
| País           | Fecha               | Formato                     | Discográfica | Ref    |
| -------------- | ------------------- | --------------------------- | ------------ | ------ |
| Varios         | 25 de marzo de 2020 | Descarga digital, Streaming | Warner       | [ 93 ] |
| Australia      | 27 de marzo de 2020 | Contemporary hit radio      | Warner       | [ 94 ] |
| Reino Unido    | 27 de marzo de 2020 | Contemporary hit radio      | Warner       | [ 95 ] |
| Estados Unidos | 31 de marzo de 2020 | Contemporary hit radio      | Warner       | [ 96 ] |